# Pristava pri Lesičnem
Pristava pri Lesičnem je naselje u slovenskoj Općini Podčetrtku. Pristava pri Lesičnem se nalazi u pokrajini Štajerskoj i statističkoj regiji Savinjskoj. 

## Stanovništvo
Prema popisu stanovništva iz 2002. godine naselje je imalo 26 stanovnika.